# David Randall
David Randall (Ipswich, 1951-17 de julio de 2021) fue un periodista británico. Siendo subdirector de The Observer de Londres, sus páginas informativas le valieron varios galardones; ha trabajado como editor de noticias de The Sun y fue columnista en The Independent on Sunday. Ha colaborado también en el relanzamiento de diversos periódicos y suplementos en países como Kenia, Rusia e Italia e impartido clases y cursos sobre periodismo. 

## Biografía
Con 19 años, David Randall fue a Clare College, en la Universidad de Cambridge, para estudiar economía y fue un orador frecuente en esa universidad. Después de un breve periodo como un humorista profesional y gerente de una compañía de cosméticos (dos experiencias que, bromeando, confunde fácilmente), se unió al Croydon Advertiser como reportero, en 1974.
Tras trabajar como periodista para diversas publicaciones, se convirtió, sucesivamente, en subdirector y, en 1980, en editor, del Croydon Advertiser, el semanario local más comprado en Reino Unido. En 1978, comenzó a escribir para los periódicos nacionales, trabajando para The Sun y para The Observer. 
En 1981 se unió al personal del “Observer” como subdirector de deportes, donde escribió una columna. Esto le llevó a su primer libro, Great Sporting Eccentrics (Grandes Excéntricos del Deporte), publicado en 1985.
En 1987 su segundo libro Royal Follies (titulado Royal Misbehaviour en Estados Unidos) fue publicado y ese mismo año fue nombrado subdirector del diario The Observer. También escribió una columna de humor para ese periódico.
Entre 1988 y 1993 fue responsable de la cobertura de noticias del periódico, dos veces ganador de premios a las páginas de noticias y supervisor de las investigaciones de diversos temas, como los avances en la investigación del contagio del SIDA mediante las transfusiones de sangre o los crímenes cometidos contra los árabes en Irak. También fue el primer promotor en el periódico de lanzamiento de varios textos de “Save The Children”.
Su carrera como periodista y editor le llevó a diferentes países, como Kenia, Rusia y algunos estados de Asia Central para rediseñar y relanzar periódicos ya existentes en esos países. Estas experiencias le condujeron a la elaboración, en 1996, de "El Periodista Universal", su libro lleno de anécdotas que ahora se traduce en casi todos los idiomas en todo el mundo.
De vuelta en el Reino Unido, desarrolló ideas basadas en Internet para la información local y fundó Live UK Ltd. Desde 1998 ha trabajado como ejecutivo de noticias de The Independent y The Independent on Sunday; además, ha producido una edición completamente revisada de "El Periodista Universal".

## El periodista universal
En 1999, recopiló toda su experiencia sobre su profesión en El periodista universal, corregido y ampliado en 2008. El periodista universal ha sido calificado como el mejor manual sobre periodismo y así debe ser considerado, dado que contiene gran cantidad de consejos prácticos sobre cómo enfocar las noticias y cómo mejorar su presentación.
Además, Randall acompañó su exposición con múltiples ejemplos de buenas y malas prácticas periodísticas y fragmentos de textos clásicos de grandes reporteros, como Robert Fisk, Carl Bernstein y Bob Woodward, Meyer Berger, William Howard Russell, Seymour Hersch y tantos otros famosos ejemplos de periodistas. Randall considera que el buen periodismo resiste al paso del tiempo, es decir, que los grandes reportajes son intemporales y están por encima de las diferencias económicas o culturales, porque cuentan con lenguaje universal hechos de interés en cualquier lugar del mundo.
Randall repasa todas las fases de la producción de noticias: la búsqueda de temas de interés, la recolección de información, las cuestiones a las que debe responder toda noticia, el tratamiento de las fuentes, la forma de abordar una entrevista, la ética periodística, los peligros de la mala interpretación de las cifras y datos estadísticos, el papel de los dueños de los medios de comunicación,... También se detiene en asuntos más técnicos, como la forma de redactar las entradillas de las noticias o cómo citar nombres o declaraciones. Finalmente, David Randall explica las principales condiciones que todo reportero debe cumplir y recomienda los libros que considera imprescindibles para los futuros periodistas.
El periodista universal es una lectura muy interesante e instructiva, que demuestra mediante ejemplos y recuerda algunos de los mejores logros en la búsqueda de la verdad, porque, como recuerda Randall en un fragmento del texto, la historia, antes de pasar a los libros de texto, empieza por escribirse en los periódicos.
Su libro más reciente, The Great Reporters, ha sido publicado en 2005 por Pluto Press.